# Deliverance
Deliverance és una pel·lícula estatunidenca de 1972 dirigida per John Boorman, segons la novel·la homònima de James Dickey. Ha estat doblada al català.
El 2008, la pel·lícula es va registrar en el National Film Registry per a conservació a la Biblioteca del Congrés dels Estats Units.

## Argument
Ed Gentry, Lewis Medlock, Bobby Trippe i Drew Ballinger, quatre ciutadans estatunidencs, es reuneixen un cap de setmana per tal de baixar un riu molt brau en canoa. Aquesta zona serà inundada per la construcció d'una presa, i fan aquesta expedició com un últim homenatge a la naturalesa desfigurada per l'home. El perill que els aguaita no prové tanmateix del riu.

## Repartiment
- Jon Voight: Ed Gentry
- Burt Reynolds: Lewis Medlock
- Ned Beatty: Bobby Trippe
- Ronny Cox: Drew Ballinger
- Ed Ramey: el vell
- Billy Redden: Lonny
- James Dickey: el xèrif Bullard
- Charley Boorman: el fill d'Ed
- Seamon Glass: un dels germans Griner
- Randall Deal: l'altre germà Griner
- Bill McKinney: l'home a la muntanya
- Herbert Cowboy Coward: l'home sense dents
- Billy Redden: el noi del banjo

## Nominacions
- Oscar a la millor pel·lícula (John Boorman)[3]
- Oscar a la millor direcció (John Boorman)[3]
- Oscar al millor muntatge (Tom Priestley)[3]
- Globus d'Or a la millor pel·lícula dramàtica

## Lloc de rodatge
La pel·lícula ha estat rodada al Riu Chattoga, que separa Geòrgia de Carolina del Sud a l'est del Parc nacional de Chattahoochee. L'any següent de la sortida de la pel·lícula, 31 persones van morir intentant baixar el tros del riu on va tenir lloc el rodatge.

## Al voltant de la pel·lícula
- En la seva sortida el 1972, l'experiència traumatitzant viscuda pels herois de la pel·lícula, va ser considerada com una metàfora de la guerra del Vietnam.
- La pel·lícula ofereix diverses similituds amb La font de la donzella d'Ingmar Bergman: naturalesa captivadora i finalment cruel, homes mig salvatges i escena de violació, nen que toca el banjo de manera inquietant. La pel·lícula de Boorman servirà d'inspiració a Michael Cimino per al seu drama de guerra, El caçador (1978), el director de fotografia del qual, Vilmos Zsigmond, va ser també el de Deliverance.
- Dues aparicions marquen el final de Deliverance. Així, el novel·lista James Dickey, el llibre del qual va servir de base a la pel·lícula de John Boorman, interpreta un xèrif, mentre que Charley Boorman, el fill del director, encarna el fill d'Ed, el personatge de Jon Voight.
- Per tal de minimitzar els costos, la producció de la pel·lícula no es va assegurar, i els actors van haver de fer les seves pròpies escenes de risc. Així, Jon Voight escala ell mateix el penya-segat. El grup dels quatre actors ha baixat els ràpids on Burt Reynolds s'ha trencat el còccix quan el bot ha bolcat.
- Sempre per reduir costos, els habitants locals són els que interpreten els papers dels habitants de la muntanya.
- John Boorman volia en principi Lee Marvin i Marlon Brando pels dos papers principals, però Marvin l'ha persuadit que ell i Brando eren massa vells per interpretar aquest gènere d'escenes i li va suggerir agafar dos actors més joves.
- L'escena de la violació és considerada com molt realista i violenta fins al punt de crear polèmica en l'estrena de la pel·lícula. Va ser la primera escena de violació homosexual de la història del cinema.